# El Houamed
El Houamed (em árabe: الحوامد) é uma cidade e comuna localizada na província de M'Sila, Argélia. Segundo o censo de 2008, a população total da cidade era de 7 800 habitantes. É o local de nascimento de Nordine Zouareg.